# Leichtathletik-Weltmeisterschaften 2013/Hammerwurf der Männer

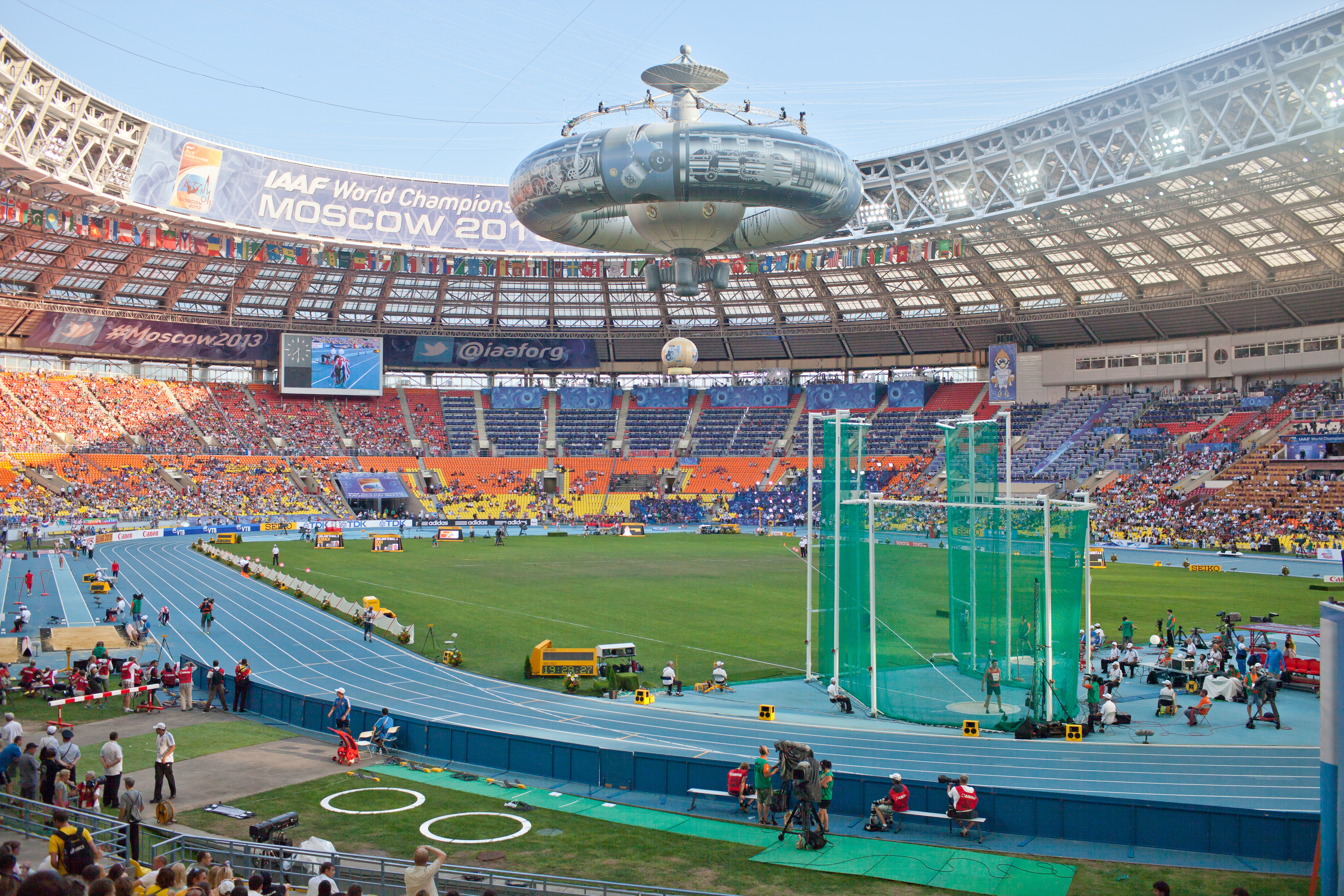
Das Olympiastadion Luschniki während der Weltmeisterschaften

Der Hammerwurf der Männer bei den Leichtathletik-Weltmeisterschaften 2013 wurde am 10. und 12. August 2013 im Olympiastadion Luschniki der russischen Hauptstadt Moskau ausgetragen.
Seinen ersten Weltmeistertitel errang der Pole Paweł Fajdek. Er gewann vor dem aktuellen Olympiasieger, Vizeweltmeister von 2011, amtierenden Europameister und EM-Dritten von 2010 Krisztián Pars aus Ungarn. Bronze ging an den Tschechen Lukáš Melich.

## Bestehende Rekorde
| Weltrekord | 86,74 m | Jurij Sjedych     | EM 1986 in Stuttgart, Bundesrepublik Deutschland | 30. August 1986 |
| WM-Rekord  | 83,38 m | Szymon Ziółkowski | WM 2001 in Edmonton, Kanada                      | 5. August 2001  |

Der bestehende WM-Rekord wurde bei diesen Weltmeisterschaften nicht eingestellt und nicht verbessert.
Mit seiner Siegesweite von 81,97 m stellte der polnische Weltmeister Paweł Fajdek im Finale am 11. August eine neue Weltjahresbestleistung auf.

## Doping
Hier gab es drei Dopingfälle:
- Dilschod Nasarow, Tadschikistan, zunächst Fünfter. Ihm wurde bei einem Nachtest im Jahr 2019 der Einsatz eines verbotenen anabolen Steroids nachgewiesen. Alle seine zwischen dem 29. August 2011 und 29. August 2013 erzielten Resultate wurden ihm aberkannt. Außerdem erhielt er eine am 24. September 2019 beginnende zweijährige Sperre.[2]
- Pavel Kryvitski, Belarus, in der Qualifikation ausgeschieden. Er wurde positiv auf ein verbotenes Wachstumshormon getestet. Dies wurde mit einer Sperre von vier Jahren bis zum 10. Juni 2019 und der Streichung unter anderem seines Resultats von diesen Weltmeisterschaften geahndet.[3]
- Hassan Mohamed Mahmoud, Ägypten, in der Qualifikation ausgeschieden. Er wurde am 31. Juli 2013 positiv getestet und erhielt eine Sperre von diesem Datum an bis zum 18. April 2016. Sein Resultat von diesen Weltmeisterschaften wurde gestrichen.[4]

Benachteiligt wurde in der Qualifikation ein Werfer, dem aufgrund seiner Platzierung eigentlich dir Finalteilnahme zugestanden hätte, sowie ein Athlet, der im Finale als Achtplatzierter drei weitere Würfe hätte machen dürfen. Aufgrund der erzielten Resultate waren dies:
- Szymon Ziółkowski, Polen – Er erreichte im Finale Rang acht und ihm hätten folglich drei weitere Versuche zugestanden.
- Quentin Bigot, Frankreich – Seine Qualifikationsweite von 74,98 m führten ihn auf Gesamtrang zwölf nach der Qualifikation, womit er am Finale hätte teilnehmen dürfen.

## Legende
Kurze Übersicht zur Bedeutung der Symbolik – so üblicherweise auch in sonstigen Veröffentlichungen verwendet:
| – | verzichtet |
| x | ungültig   |

## Qualifikation

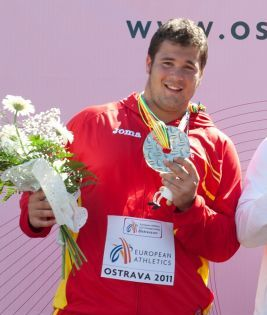
Javier Cienfuegos – ausgeschieden als Elfter der Gruppe A mit 70,79 m

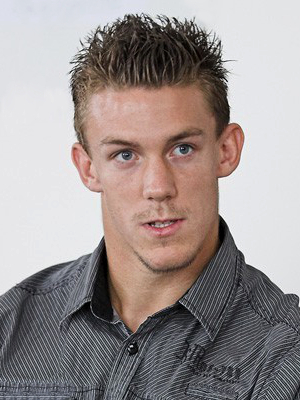
Ákos Hudi – ausgeschieden als Neunter der Gruppe B mit 74,30 m

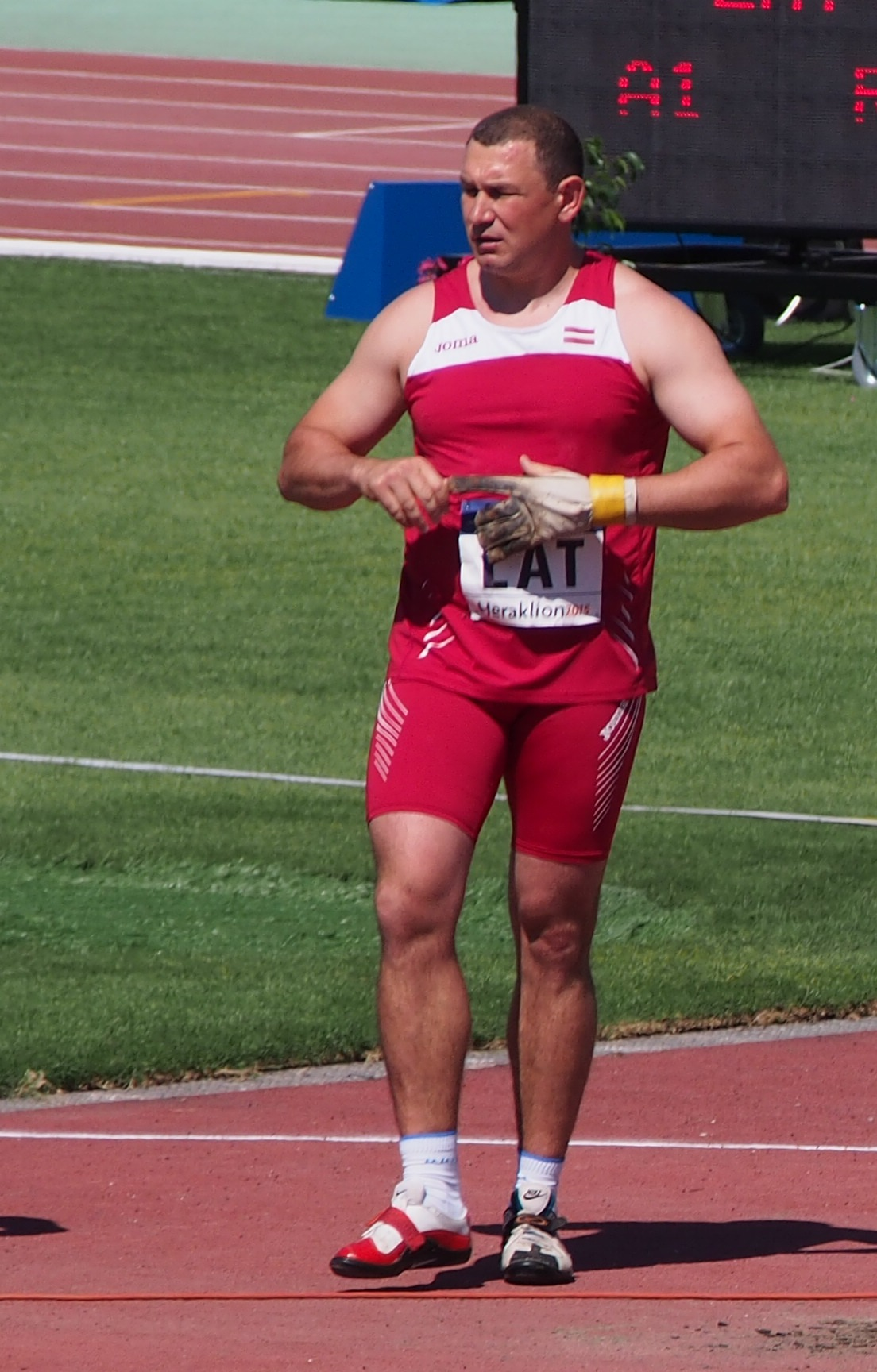
Igors Sokolovs – ausgeschieden als Zehnter der Gruppe B mit 72,78 m

28 Teilnehmer traten in zwei Gruppen zur Qualifikationsrunde an. Die Qualifikationsweite für den direkten Finaleinzug betrug 77,00 m. Fünf Athleten übertrafen diese Marke (hellblau unterlegt). Das Finalfeld wurde mit den sieben nächstplatzierten Sportlern auf zwölf Werfer aufgefüllt (hellgrün unterlegt). So reichten für die Finalteilnahme schließlich 75,18 m.

### Gruppe A
10. August 2013, 17:05 Uhr
| Platz | Name                     | Nation     | Resultat (m) | 1. Versuch (m) | 2. Versuch (m) | 3. Versuch (m) |
| 1     | Krisztián Pars           | Ungarn     | 79,06        | 75,21          | 79,06          | –              |
| 2     | Lukáš Melich             | Tschechien | 78,52        | 78,52          | –              | –              |
| 3     | Marcel Lomnický          | Slowakei   | 76,97        | 74,11          | 76,97          | 76,00          |
| 4     | Kōji Murofushi           | Japan      | 76,27        | 74,10          | x              | 76,27          |
| 5     | Paweł Fajdek             | Polen      | 76,17        | x              | 76,17          | 75,18          |
| 6     | Mattias Jons             | Schweden   | 73,47        | 73,47          | x              | x              |
| 7     | Alfred George Kruger III | USA        | 73,35        | x              | 73,35          | 73,23          |
| 8     | Yevhen Vynohradov        | Ukraine    | 72,90        | 71.05          | x              | 72,90          |
| 9     | Waleryj Swjatocha        | Belarus    | 72,05        | x              | 70,35          | 72,05          |
| 10    | Roberto Janet            | Kuba       | 71,73        | 71,73          | x              | 69,07          |
| 11    | Javier Cienfuegos        | Spanien    | 70,79        | 70,79          | 70,05          | x              |
| 12    | Ashraf Amgad el-Seify    | Katar      | 69,70        | 69,70          | x              | x              |
| NM    | Alexei Sagorny           | Russland   | ogV          | x              | x              | x              |
| DOP   | Hassan Mohamed Mahmoud   | Ägypten    | 71,88        | 70,11          | 71,88          | x              |
| DNS   | Ali Mohamed al-Zankawi   | Kuwait     |              |                |                |                |

### Gruppe B
10. August 2013, 18:35 Uhr
| Platz | Name              | Nation        | Resultat (m) | 1. Versuch (m) | 2. Versuch (m) | 3. Versuch (m) | Anmerkung                              |
| 1     | Primož Kozmus     | Slowenien     | 78,10        | 78,10          | –              | –              |                                        |
| 2     | Sergei Litwinow   | Russland      | 77,41        | 75,08          | 74,20          | 77,41          |                                        |
| 3     | Szymon Ziółkowski | Polen         | 76,85        | 76,19          | 76,85          | 75,15          |                                        |
| 4     | Markus Esser      | Deutschland   | 75,90        | 70,44          | 72,54          | 75,90          |                                        |
| 5     | Nicola Vizzoni    | Italien       | 75,38        | 74,65          | 74,02          | 75,38          |                                        |
| 6     | Juryj Schajunou   | Belarus       | 75,18        | x              | 74,15          | 75,18          |                                        |
| 7     | Quentin Bigot     | Frankreich    | 74,98        | 73,69          | 70,46          | 74,98          | eigentlich für das Finale qualifiziert |
| 8     | Ákos Hudi         | Ungarn        | 74,30        | 70,56          | 74,30          | 73,73          |                                        |
| 9     | Igors Sokolovs    | Lettland      | 72,78        | 72,78          | x              | x              |                                        |
| 10    | Dzmitry Marshin   | Aserbaidschan | 72,43        | 72,43          | x              | x              |                                        |
| 11    | Chris Harmse      | Südafrika     | 71,42        | 71,42          | x              | x              |                                        |
| 12    | Aleksey Korolev   | Kasachstan    | 69,69        | 69,69          | x              | x              |                                        |
| DOP   | Dilschod Nasarow  | Tadschikistan | 77,93        | 71,70          | 77,93          | –              | für das Finale zugelassen              |
| DOP   | Pavel Kryvitski   | Belarus       | 74,75        | 74,75          | x              | x              |                                        |

## Finale
12. August 2013, 20:30 Uhr
| Platz | Name              | Nation        | Resultat (m) | 1. Versuch (m) | 2. Versuch (m) | 3. Versuch (m) | 4. Versuch (m)                                | 5. Versuch (m)                                | 6. Versuch (m)                                |
| 1     | Paweł Fajdek      | Polen         | 81,97 WL     | 81,97          | 80,92          | x              | 78,41                                         | x                                             | 79,57                                         |
| 2     | Krisztián Pars    | Ungarn        | 80,30        | 80,30          | 79,47          | 79,61          | 78,90                                         | 79,02                                         | x                                             |
| 3     | Lukáš Melich      | Tschechien    | 79,36        | 70,66          | 77,11          | 79,36          | 76,88                                         | x                                             | 75,52                                         |
| 4     | Primož Kozmus     | Slowenien     | 79,22        | 77,80          | 79,21          | 79,22          | 78,26                                         | x                                             | x                                             |
| 5     | Kōji Murofushi    | Japan         | 78,03        | 78,03          | 75,38          | 77,17          | 77,63                                         | 77,92                                         | 76,03                                         |
| 6     | Nicola Vizzoni    | Italien       | 77,61        | 75,43          | 77,61          | 75,29          | x                                             | 75,42                                         | x                                             |
| 7     | Marcel Lomnický   | Slowakei      | 77,57        | 76,62          | x              | 77,57          | x                                             | 76,46                                         | 76,48                                         |
| 8     | Szymon Ziółkowski | Polen         | 76,84        | 75,93          | 76,84          | 76,50          | eigentlich zu drei weiteren Würfen berechtigt | eigentlich zu drei weiteren Würfen berechtigt | eigentlich zu drei weiteren Würfen berechtigt |
| 10    | Markus Esser      | Deutschland   | 76,25        | 74,07          | 76,25          | x              | nicht im Finale der besten acht Werfer        | nicht im Finale der besten acht Werfer        | nicht im Finale der besten acht Werfer        |
| 11    | Sergei Litwinow   | Russland      | 75,90        | 75,90          | x              | x              | nicht im Finale der besten acht Werfer        | nicht im Finale der besten acht Werfer        | nicht im Finale der besten acht Werfer        |
| 12    | Juryj Schajunou   | Belarus       | 73,68        | 73,68          | x              | 72,64          | nicht im Finale der besten acht Werfer        | nicht im Finale der besten acht Werfer        | nicht im Finale der besten acht Werfer        |
| DOP   | Dilschod Nasarow  | Tadschikistan | 78,31        | 72,45          | 75,89          | 77,69          | 78,31                                         | 77,27                                         | 77,84                                         |

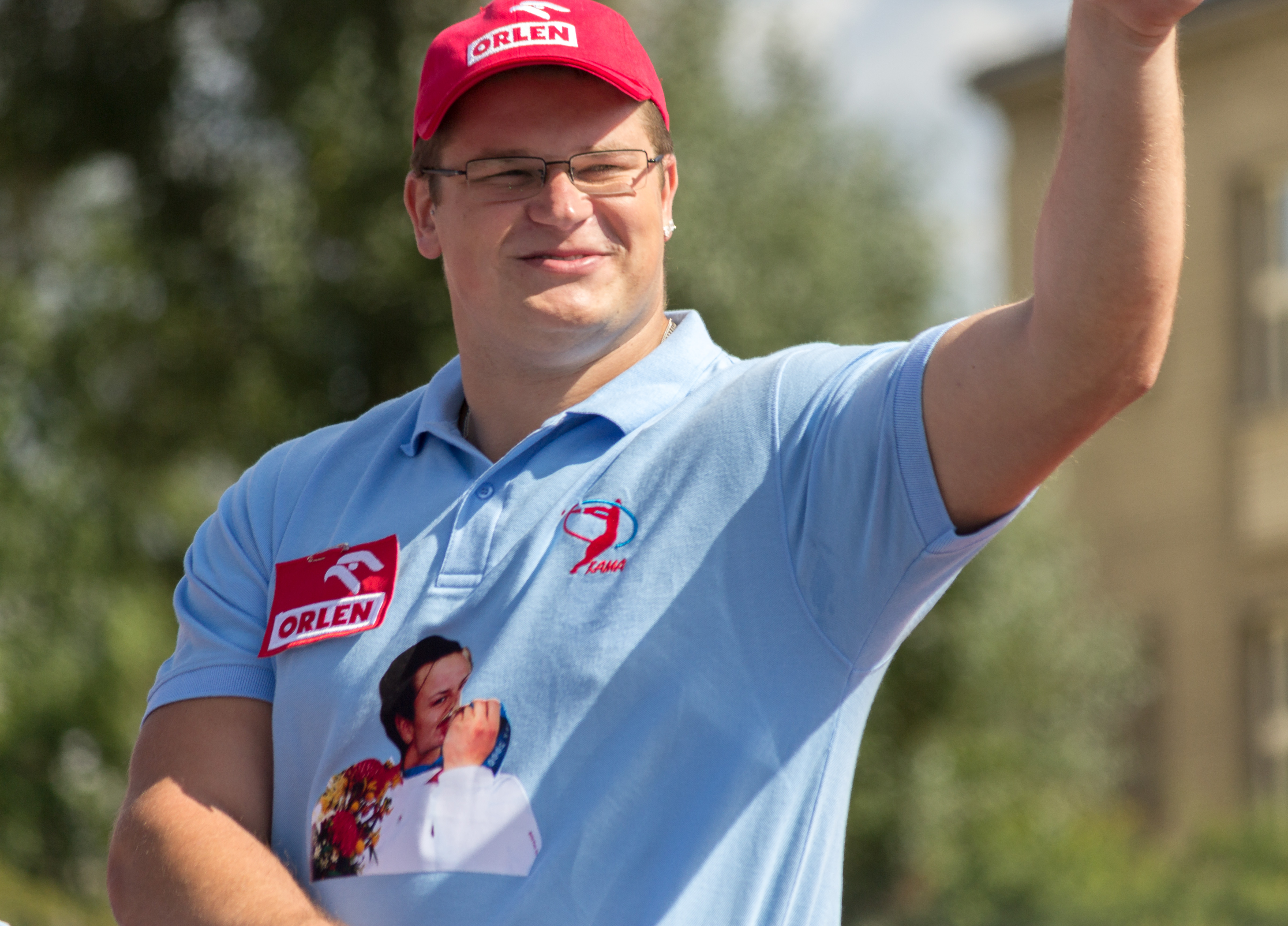
Weltmeister Paweł Fajdek
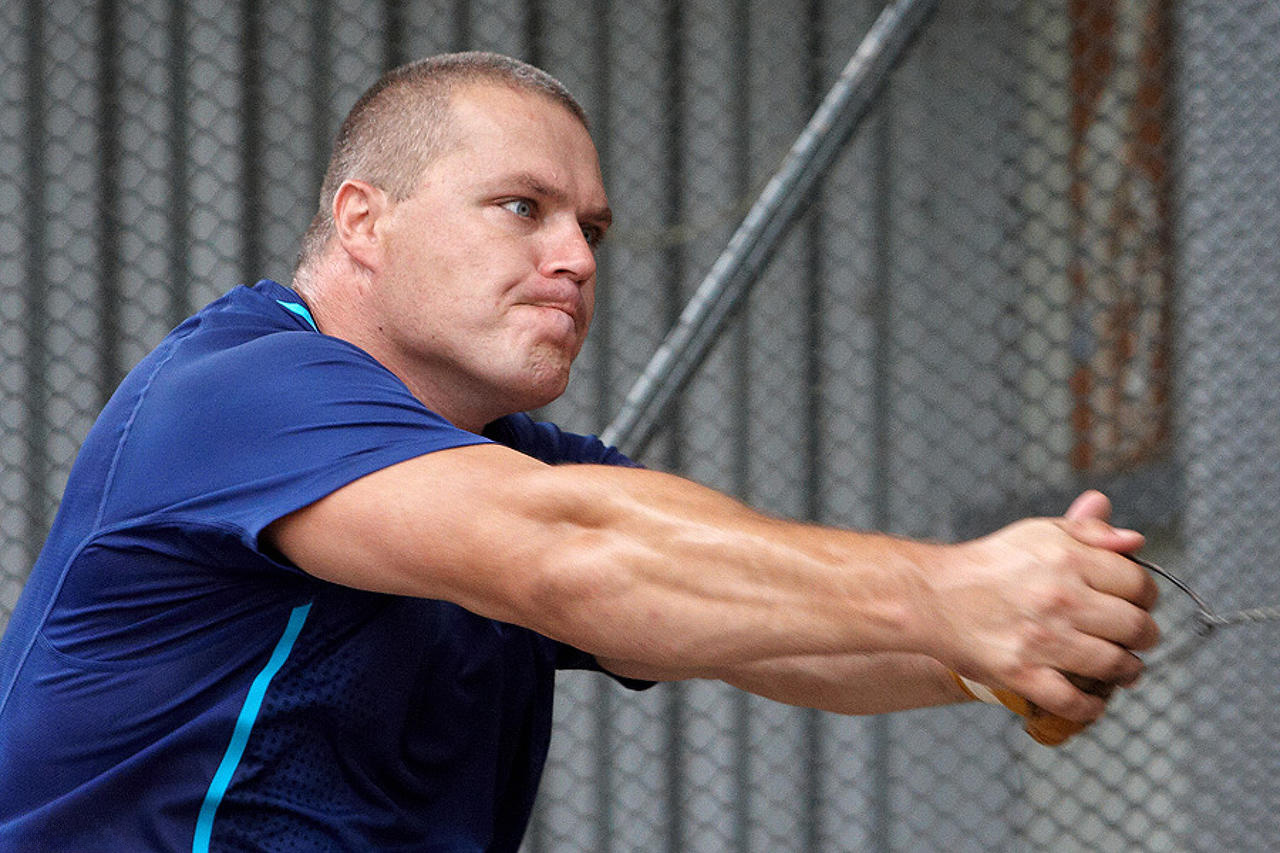
Der amtierende Europameister Krisztián Pars wurde wie vor zwei Jahren Vizeweltmeister
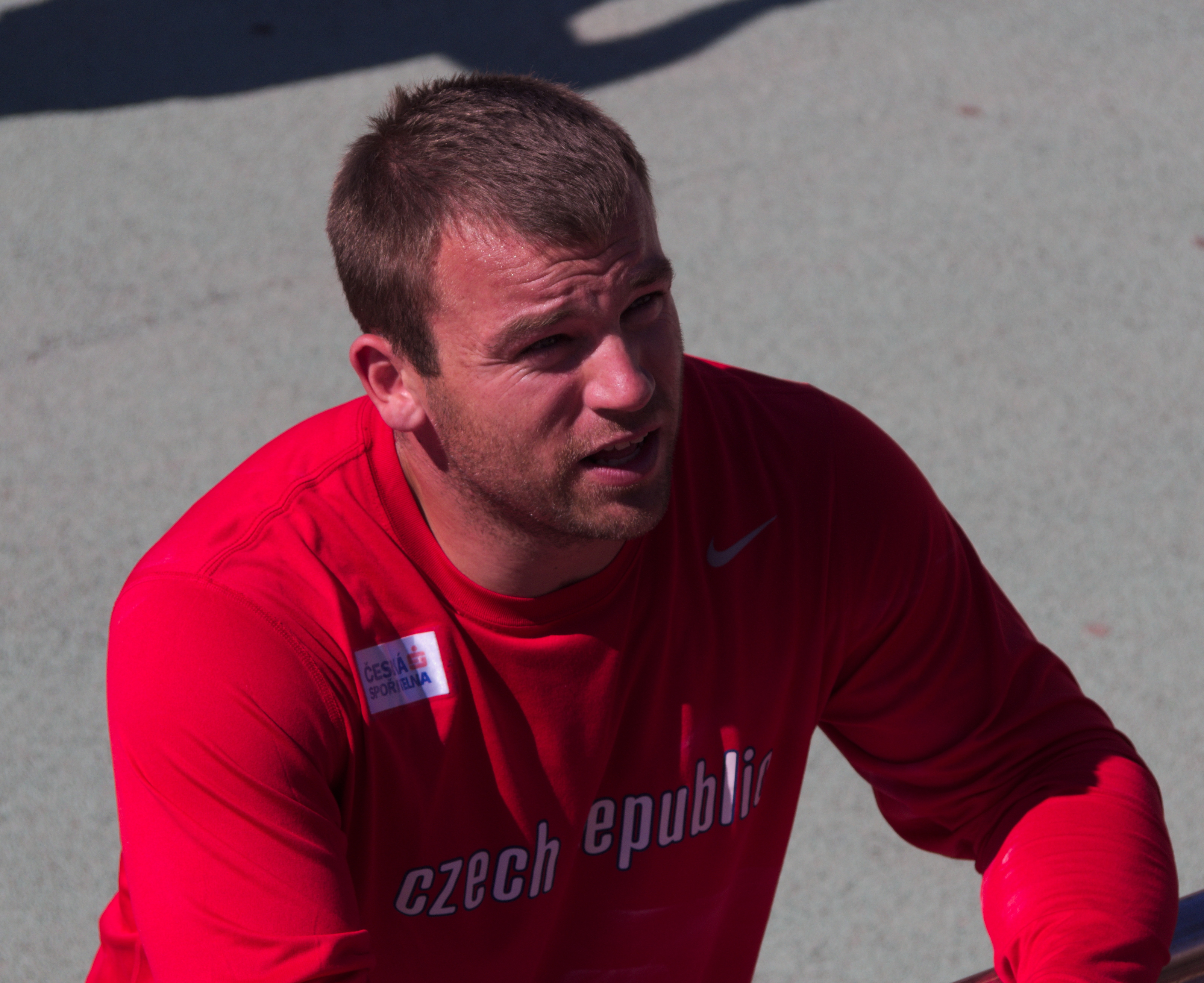
Bronzemedaillengewinner Lukáš Melich

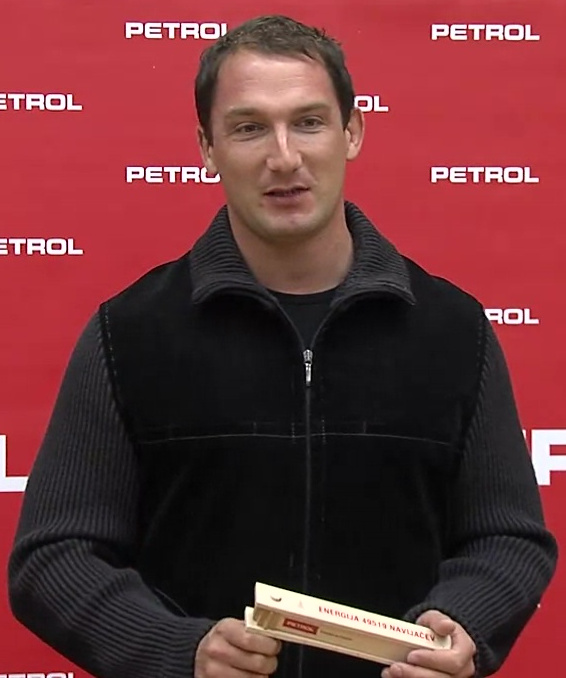
Primož Kozmus, unter anderem Olympiasieger von 2008 und Weltmeister von 2009, belegte Rang vier
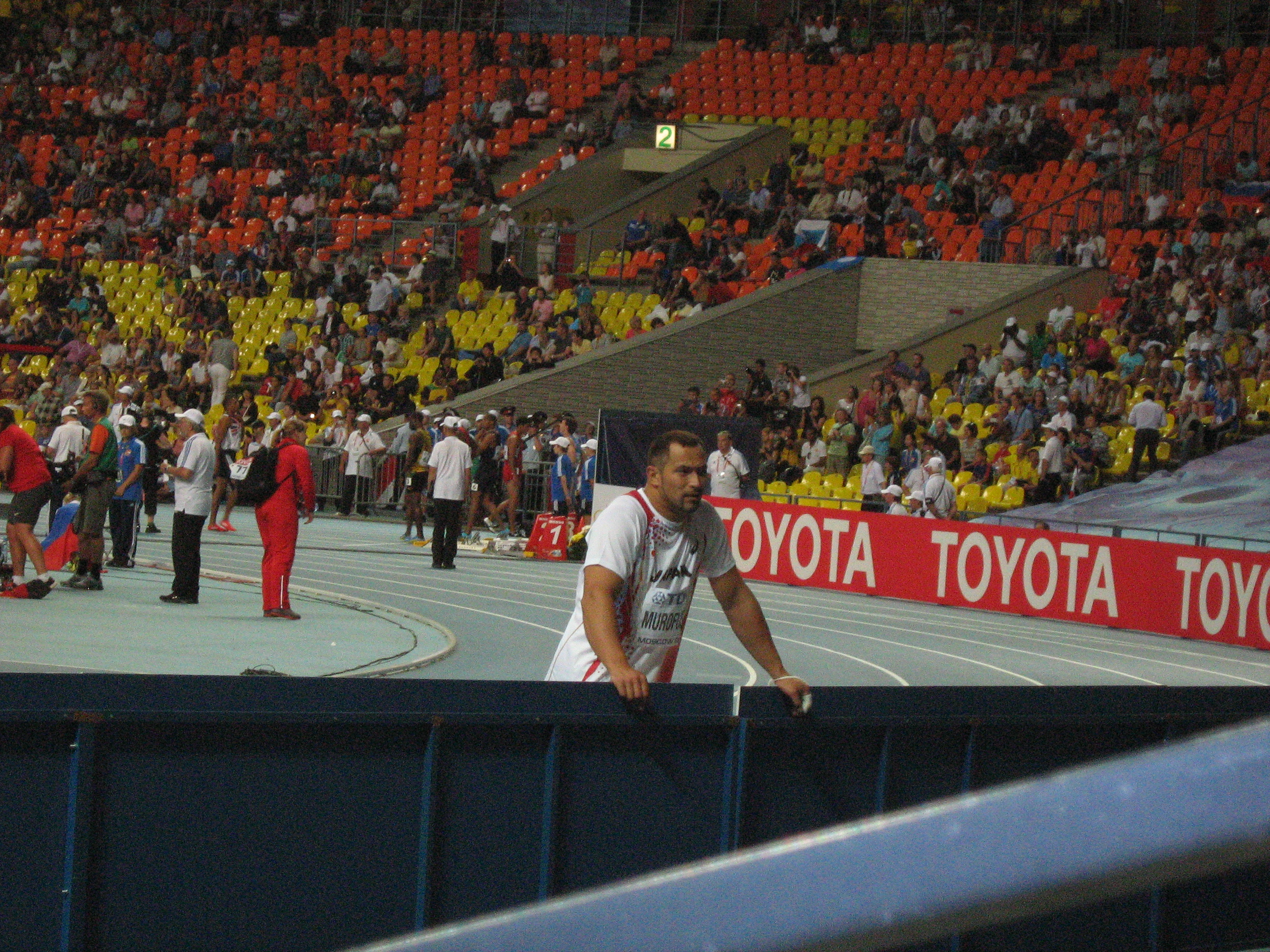
Der Titelverteidiger und Olympiasieger von 2004 Kōji Murofushi erreichte Platz fünf
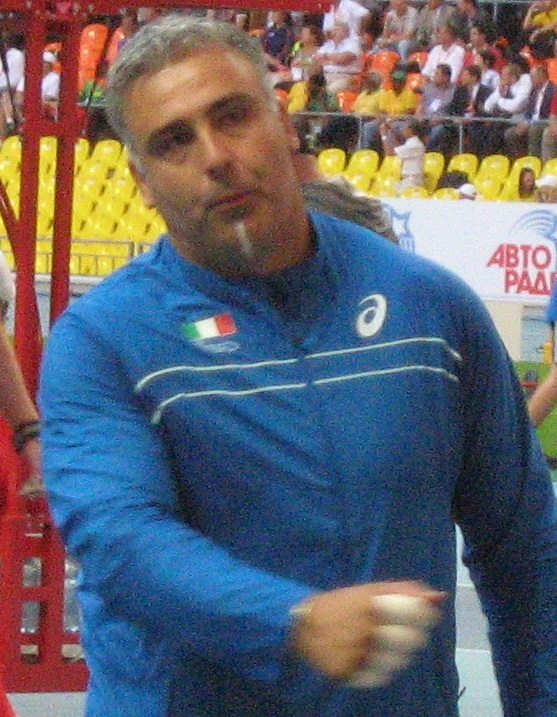
Nicola Vizzoni, 2000 Olympiazweiter und 2010 Vizeeuropameister, wurde Sechster
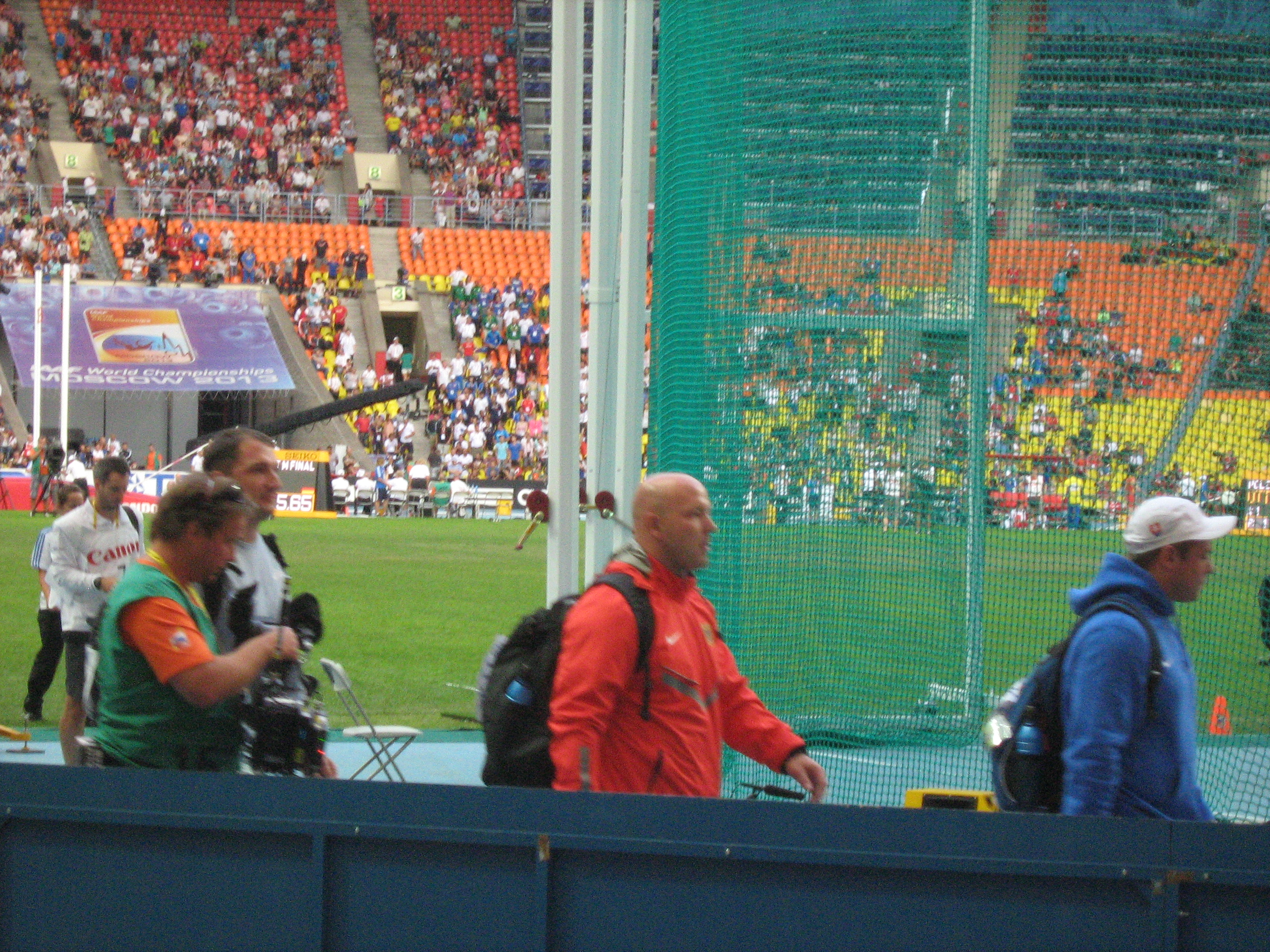
Marcel Lomnický (rechts, mit der weißen Mütze, hinter ihm der zehntplatzierte Markus Esser) – Platz sieben
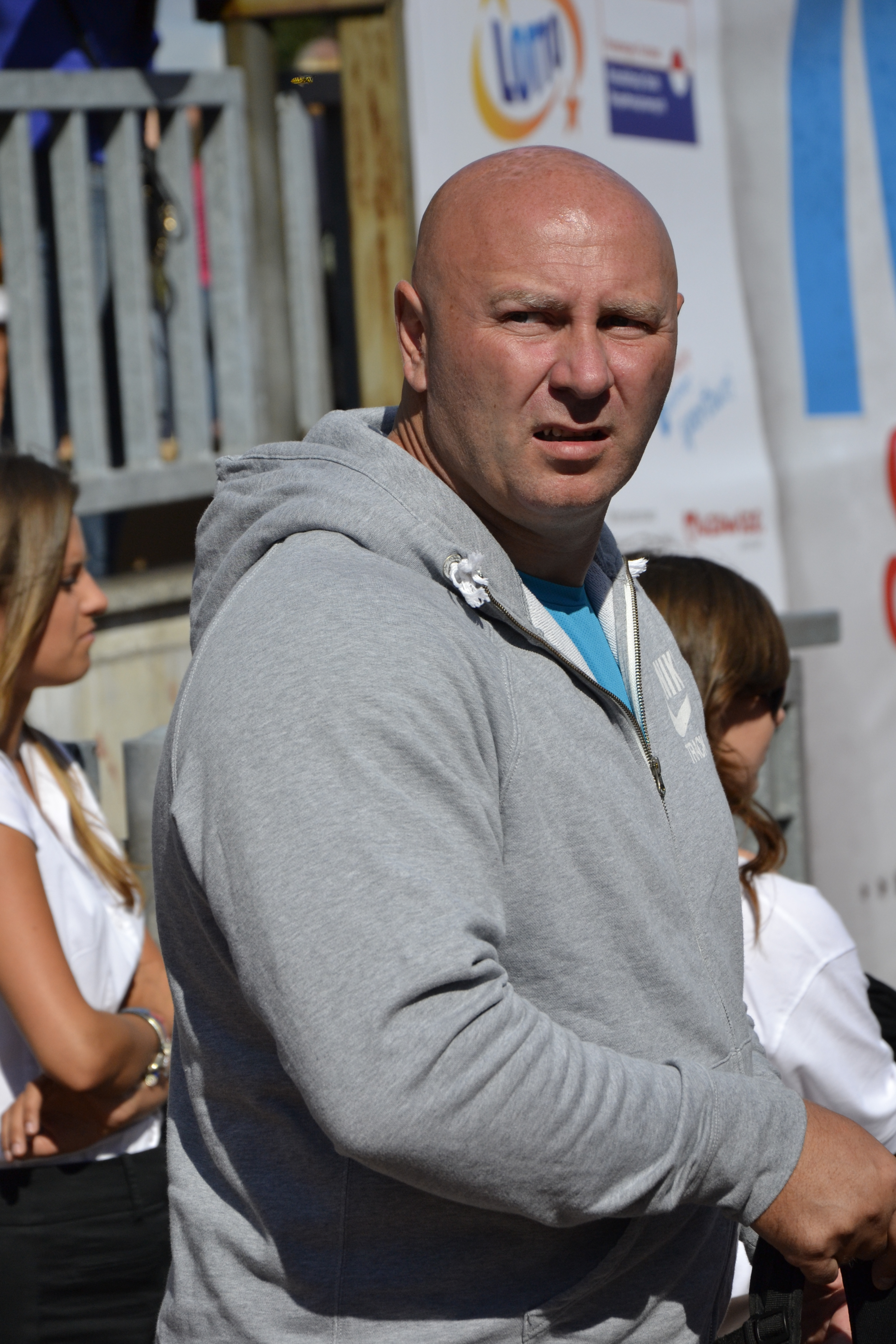
Rang acht für Szymon Ziółkowski, unter anderem Olympiasieger von 2004 und Weltmeister von 2001
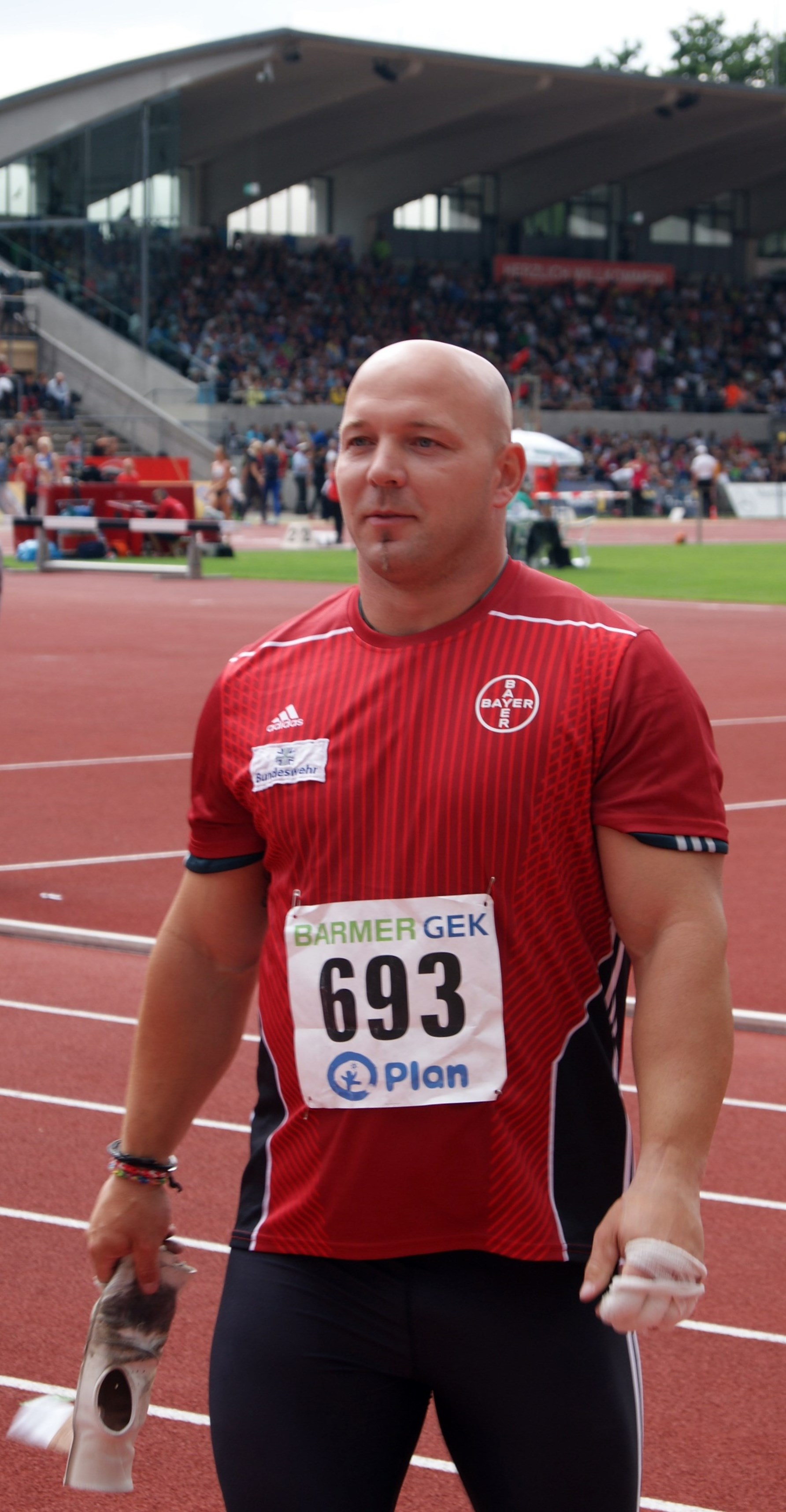
Markus Esser – Platz neun
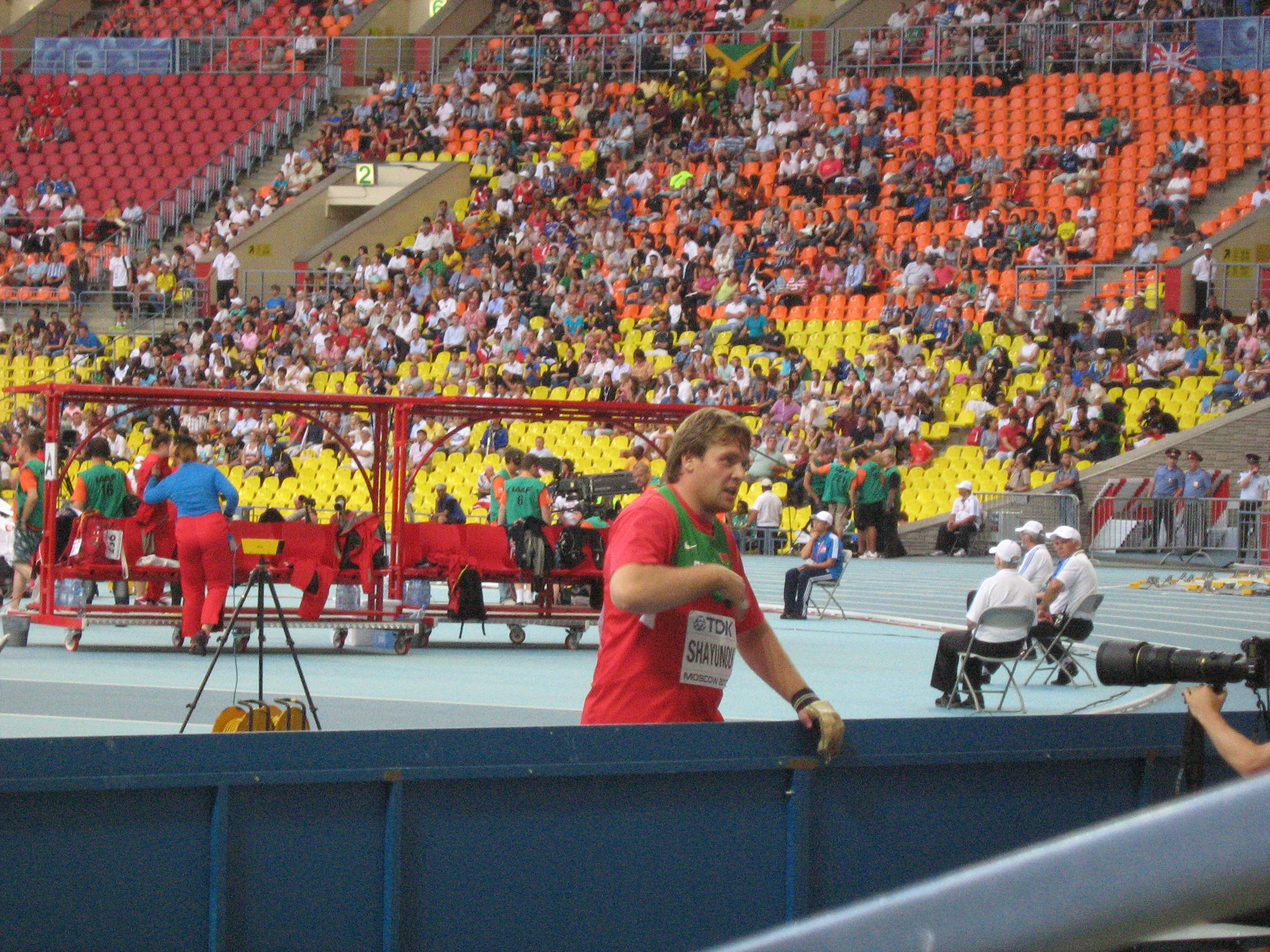
Der elftplatzierte Juryj Schajunou
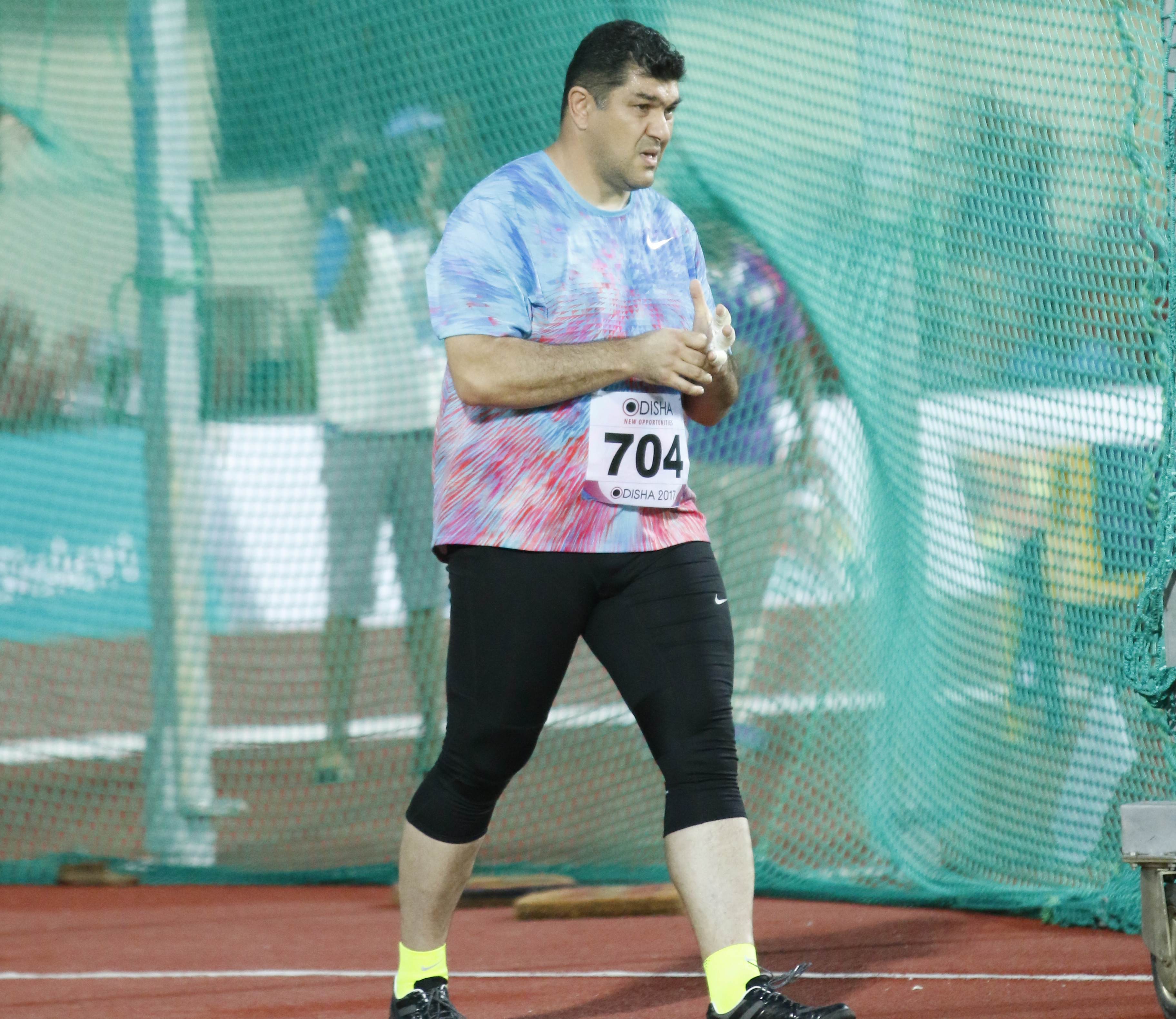
Dilschod Nasarow – dopingbedingt disqualifiziert

## Video
- Moscow 2013 - WCH Moscow 2013 - Hammer Throw Men - Final, youtube.com, abgerufen am 29. Januar 2021